# Euclidia livida
Euclidia livida là một loài bướm đêm trong họ Erebidae.